# Museo croato di Arte Naïve
Il Museo croato di Arte Naïve (in croato: Hrvatski muzej naivne umjetnosti) è un museo d'arte a Zagabria, in Croazia. Il museo è dedicato all'Arte naïf ed espone oltre 1.875 opere, provenienti prevalentemente dalla Croazia, ma anche di artisti naïf stranieri. Il museo è situato al primo piano in Raffaypalatset in Città Alta.

## Storia
Il 1º novembre 1952 venne fondata la "Galleria d'Arte Contadina" (in croato:Seljacka umjetnička Galerija), il precursore del museo di oggi a Zagabria. Nel 1956 la galleria cambiò nome in "Galleria dell'Arte Primitiva" (in croato: Galerija primitivne umjetnosti) e poi in "Museo d'Arte Moderna" (in croato: Gradska Galerija suvremene umjetnosti). A seguito di una decisione del Parlamento croato Sabor del 1994, il museo ha ricevuto il suo nome attuale. Allora venne stabilito che è stato eseguito secondo rigorosi principi museografici e quindi è il primo museo al mondo di arte naïf.

## Collezioni
Il museo espone più di 1.875 dipinti, sculture, disegni e grafiche. Di questi, 80 opere in mostra permanente. Il focus è su artisti croati.
Artisti croati
- Eugen Buktenica (1914–1997)
- Emerik Feješ  (1904–1969)
- Dragan Gaži (1930–1983)
- Ivan Generalić (1914–1992)
- Josip Generalić (1936–2004)
- Drago Jurak (1911–1994)
- Mijo Kovačić (born 1935)
- Ivan Lacković Croata (1931–2004)
- Martin Mehkek (born 1936)
- Franjo Mraz (1910–1981)
- Ivan Rabuzin (1921–2008)
- Matija Skurjeni (1898–1990)
- Petar Smajić (1910–1985)
- Slavko Stolnik (1929–1991)
- Lavoslav Torti (1875–1942)
- Ivan Večenaj (born 1920)
- Mirko Virius (1889–1943)

Artisti di altri paesi
- Enrico Benassi (1902–1978)
- Erik Bödeker (1904–1971)
- Ilija Bosilj (1895–1972)
- Willem Van Genk (1927–2005)
- Pietro Ghizzardi (1906–1986)
- Pavel Leonov (1906–1986)
- Sofija Naletilić Penavuša (1913–1994)
- Vangel Naumovski (1924)
- Nikifor (1895–1968)
- Sava Sekulić (1902–1989)
- Milan Stanisavljević (1944)
- Germain van der Steen (1897–1985)
- Simon Schwartzenberg (1895–1990)